# Polycystinea
Polycystinea é um grupo de protistas radiolários. Inclui a grande maioria dos fósseis de radiolários. Os seus esqueletos abundam nos sedimentos marinhos, tornando-os um dos grupos de microfósseis mais comuns. Estes esqueletos são compostos de silício opalino. Em algumas espécies toma a forma de espículas relativamente simples, enquanto que em outras forma redes mais elaboradas, tais como esferas concêntricas com espinhos radiais ou sequências de compartimentos cónicos.

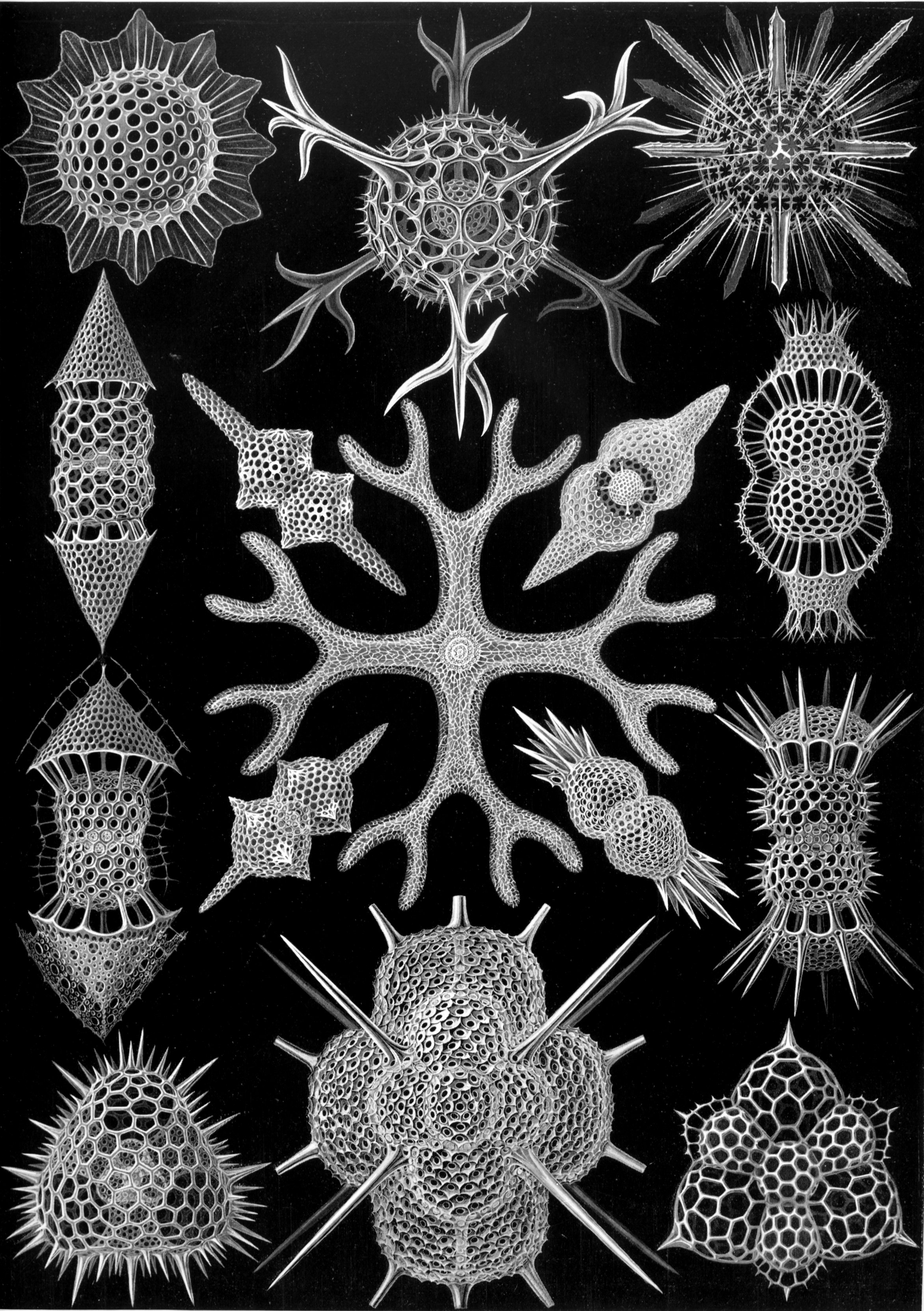
Ilustração de Polycystinea da ordem Spumellaria, na obra Kunstformen der Natur de Ernst Haeckel, 1904.